# 근린궁핍화정책
근린궁핍화정책(近隣窮乏化政策, 영어: beggar-thy-neighbour policy)은 다른 국가의 경제 문제를 악화시킴으로써 한 국가가 경제 문제 해결을 시도하려는 경제 정책이다.
고전학파의 국제무역 이론은 국제무역의 국민경제에 끼치는 영향을 주로 하여 질(質)적인 측면에서 결국 국제무역의 도입에 의하여 국민경제의 자원의 최적 배분이 잘 추진되어 결과적으로 국민적인 생산 능률이 매우 향상된다는 시점에서 분석을 했다. 이와 같은 입장이 구체적인 주장이 되어 나타난 것이 자유무역주의이다. 자유무역주의의 주장은 국제무역에 대한 정부의 간섭을 배제했다. 고전학파의 주장에도 불구하고, 정부의 무역정책에 의하여 한편으로는 수출을 조장하고 다른 한편으로는 수입을 제한하려는 경향이 강하게 각국에 존속되어 왔다. 이와 같은 경향에 대한 고전학파의 비판은 정부의 간섭이 적정한 무역의 흐름을 교란하고, 국민적 자원의 최적 배분을 방해하여 국가의 생산 능률을 그만큼 저하시킨다고 하는 것이었다. 이 비판은 일면의 진리를 지니고 있으나 사태의 진수(眞髓)에 접근하는 것이라고는 할 수 없다. 국제수지 차액을 자국에 유리하게 한다는 정부 간섭의 참된 목표는 그것이 자국의 생산 및 고용 수준을 상승시키는 것이었다. 예컨대 외환 시세를 절하함으로써 일국이 국제수지 차액을 개선한다고 하면 그 나라의 생산이나 고용 수준은 상승하고, 국민적 자원의 유휴(遊休)를 해소하는 효과를 기대할 수 있다. 일국의 당국자의 목표는 국민경제의 생산 능률의 향상보다는 생산량 그 자체의 상승에 있었다. 그러나 문제는 일국이 국제수지 차액을 개선할 때는 반드시 타국이 그 국제수지 차액을 악화시켜, 따라서 그 나라에서는 무역면에서 나타나는 생산이나 고용 수준의 저하가 생기기 쉽다고 하는 것이다. 환언하면 단지 국제수지의 개선을 통하여 일국이 그 실업(失業)을 감소시키려는 노력은, 결국에는 실업을 타국에 수출하는 것일 따름이라고 할 수 있을 것이다. 결과적으로 실업을 수입한 나라에서는 같은 방법으로 실업을 타국에 수출하려는 조치를 취하게 될 것이다. 이것은 실업이 국제 무역을 통하여 쳇바퀴 도는 일일 뿐, 조금도 사태 해결은 안 된다. 오히려 이와 같은 쳇바퀴 돌림 과정에서 국제 무역의 규모를 차츰 축소하는 보복 조치의 누적화(累積化)가 생기기 쉽다. 두 대전 사이의 환 절하 경쟁이나 수입 제한 강화의 쓰라린 경험은 그 구체적인 현상이다. 이러한 무역을 통한 실업을 타국에 전가(轉嫁)함을 근린궁핍화정책이라 부르며, 제2차대전 후에는 이런 정책의 폐해를 배제할 목적으로 IMF나 가트 등 국제적 협력기구가 설립되었다.

## 같이 보기
- 무역수지
- 통화개입
- 네덜란드병
- 국제무역
- 생산주의
- 보호무역